# 莫尚
莫尚（法語：Mauchamps，法語發音：[moʃɑ̃] ⓘ）是法国法蘭西島大區埃松省的一个市镇，属于埃唐普区。

## 地理
莫尚（48°31'49"N, 2°11'39"E）面积3.16 平方千米，位于法国法蘭西島大區埃松省，该省份为法国北部内陆省份，北起上塞纳省和马恩河谷省，西接厄尔-卢瓦省和伊夫林省，南至卢瓦雷省，东临塞纳-马恩省。
与莫尚接壤的市镇（或旧市镇、城区）包括：布瓦西苏圣永、埃特雷希、沙马朗德、圣叙尔皮斯-德法维耶尔。

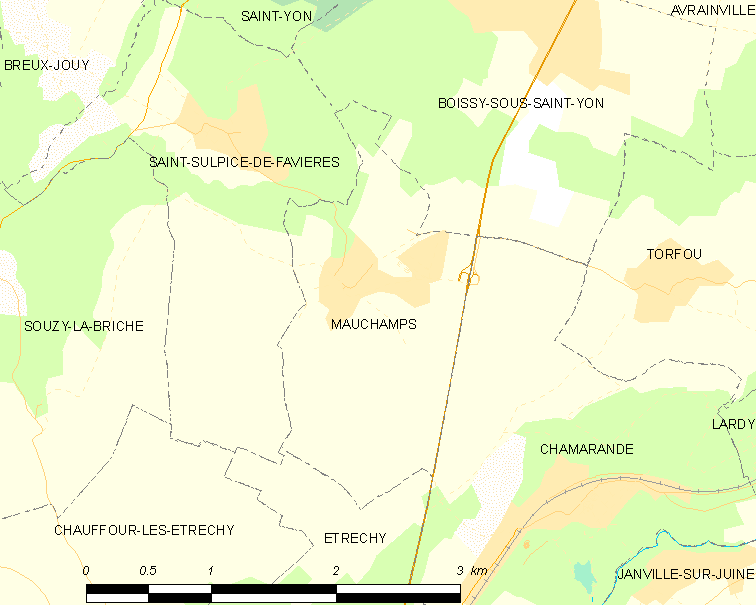
莫尚的OSM定位图

莫尚的时区为UTC+01:00、UTC+02:00（夏令时）。

## 行政
莫尚的邮政编码为91730，INSEE市镇编码为91378。

## 政治
莫尚所属的省级选区为杜尔当县。

## 人口

1962-2008年间莫尚人口变化图示

莫尚于2022年1月1日时的人口数量为379人。